# Reakcije spajanja
Reakcije spajanja so v organski kemiji skupina reakcij, pri katerih pride do tvorbe C-C ali C-X vezi v prisotnosti kovinskega katalizatorja. V reakciji običajno pride do funkcionalizacije aril halogenida ali psevdohalogenida (R-X) z organokovinskim reagentom (R'-M). Pri tem pride do nastanka nove vezi in tvorbe produkta R-R'.
Richard F. Heck, Ei-ichi Negishi in Akira Suzuki so leta 2010 prejeli Nobelovo nagrado za kemijo za svoje dosežke na področju razvoja s paladijem kataliziranih reakcij spajanja.
Splošen reakcijski mehanizem za reakcije spajanja je predstavljen v smislu katalitskega cikla. Osnovne stopnje, ki se pojavljajo pri vseh reakcijah spajanja so: oksidativna adicija, transmetalacija in reduktivna eliminacija.
Katalitski cikel se prične z oksidativno adicijo organskega halogenida ali njegovega ekvivalenta na aktivno katalitsko species, tj. [Pd0]. V nadaljevanju pride do transmetalacije, pri kateri se R-skupina iz aktiviranega nukleofila premesti na oksidativni adukt, tako da substituira halogenidni ligand. Na ta način želeni skupini R in R' prideta v neposredno bližino, kar omogoči tvorbo vezi. To se zgodi v procesu reduktivne eliminacije, ki vodi do nastanka željenega produkta in regeneracije katalizatorja.
Za lažje razlikovanje med reakcijami so te poimenovane po raziskovalcih, ki so največ prispevali k njihovemu razvoju ali odkritju.
| Reaction                       | Year | Reaktant A     | Reaktant A   | Reaktant B         | Reaktant B | Katalizator      | Opomba                                           |
| ------------------------------ | ---- | -------------- | ------------ | ------------------ | ---------- | ---------------- | ------------------------------------------------ |
| Grignardova reakcija           | 1900 | R-MgBr         | sp, sp2, sp3 | R-HC=O or R(C=O)R2 | sp2        | ni katalitska    |                                                  |
| Gomberg-Bachmannova reakcija   | 1924 | Ar-H           | sp2          | Ar'-N2+X−          | sp2        | ni katalitska    |                                                  |
| Cadiot-Chodkiewiczovo spajanje | 1957 | RC≡CH          | sp           | RC≡CX              | sp         | Cu               | potrebuje bazo                                   |
| Castro-Stephensovo spajanje    | 1963 | RC≡CH          | sp           | Ar-X               | sp2        | Cu               |                                                  |
| Corey–Housova sinteza          | 1967 | R2CuLi or RMgX | sp3          | R-X                | sp2, sp3   | Cu               | Cu-katalizirano različico je odkril Kochi (1971) |
| Cassarjeva reakcija            | 1970 | Alken          | sp2          | R-X                | sp3        | Pd               | potrebuje bazo                                   |
| Kumadovo spajanje              | 1972 | Ar-MgBr        | sp2, sp3     | Ar-X               | sp2        | Pd ali Ni ali Fe |                                                  |
| Heckova reakcija               | 1972 | alken          | sp2          | Ar-X               | sp2        | Pd ali Ni        | potrebuje bazo                                   |
| Sonogashirovo spajanje         | 1975 | RC≡CH          | sp           | R-X                | sp3 sp2    | Pd in Cu         | potrebuje bazo                                   |
| Negishijevo spajanje           | 1977 | R-Zn-X         | sp3, sp2, sp | R-X                | sp3 sp2    | Pd ali Ni        |                                                  |
| Stillejevo spajanje            | 1978 | R-SnR3         | sp3, sp2, sp | R-X                | sp3 sp2    | Pd               |                                                  |
| Suzukijeva reakcija            | 1979 | R-B(OR)2       | sp2          | R-X                | sp3 sp2    | Pd ali Ni        | potrebuje bazo                                   |
| Hiyamovo spajanje              | 1988 | R-SiR3         | sp2          | R-X                | sp3 sp2    | Pd               | potrebuje bazo                                   |
| Buchwald-Hartwigova reakcija   | 1994 | R2N-H          | sp3          | R-X                | sp2        | Pd               | N-C spajanje                                     |
| Fukuyamovo spajanje            | 1998 | R-Zn-I         | sp3          | RCO(SEt)           | sp2        | Pd ali Ni        |                                                  |
| Liebeskind–Sroglovo spajanje   | 2000 | R-B(OR)2       | sp3, sp2     | RCO(SEt) Ar-SMe    | sp2        | Pd               | potrebuje CuTC                                   |

1. ↑  Carin C. C. Johansson Seechurn; Matthew O. Kitching; Thomas J. Colacot; Victor Snieckus (2012). »Palladium-Catalyzed Cross-Coupling: A Historical Contextual Perspective to the 2010 Nobel Prize«. Angew. Chem. Int. Ed. 51: 5062–5085. doi:10.1002/anie.201107017.
2. ↑  »The Nobel Prize in Chemistry 2010 - Richard F. Heck, Ei-ichi Negishi, Akira Suzuki«. NobelPrize.org. 6. oktober 2010. Pridobljeno 6. oktobra 2010.
3. ↑  Nielsen, Daniel K.; Huang, Chung-Yang (Dennis); Doyle, Abigail G. (2013). »Directed Nickel-Catalyzed Negishi Cross Coupling of Alkyl Aziridines«. J. Am. Chem. Soc. 135: 13605–13609. doi:10.1021/ja4076716. ISSN 0002-7863. PMID 23961769.